# Diocese de Macerata
A Diocese de Macerata-Tolentino-Recanati-Cingoli-Treia (latim: Dioecesis Maceratensis-Tolentina-Recinetensis-Cingulana-Treiensis) é uma circunscrição eclesiástica da Igreja Católica na Itália, pertencente à Província Eclesiástica da região das Marcas e à Conferenza Episcopale Italiana, sendo sufragânea da Arquidiocese de Fermo.
A sé episcopal está na Basilica Catedral de Macerata, na Região das Marcas.

## Território
O território inclui as cidades de Fano, Fossombrone, Cagli, e Pergola e da diocese fazem parte 67 paróquias. Em 2005 contava 134.412 batizados, numa população de 138.940 habitantes.

## História
A diocese foi erguida em 18 de novembro 1320, e em 10 de dezembro 1586 foi unida à cidade de Tolentino.
Em 25 de janeiro 1985 foi unida às Dioceses de:
- Cingoli
- Recanati
- Treia

## Cronologia dos bispos do século XX
Administração local:
|                          | Nome                         | Período   | Notas                                                                             |
| Bispos                   | Bispos                       | Bispos    | Bispos                                                                            |
| ------------------------ | ---------------------------- | --------- | --------------------------------------------------------------------------------- |
|                          | Nazzareno Marconi            | 2014-     | Atual                                                                             |
|                          | Claudio Giuliodori           | 2007-2013 | nomeado Assistente Geral Eclesiástico da Universidade Católica do Sagrado Coração |
|                          | Luigi Conti                  | 1996-2006 | nomeado arcebispo de Fermo                                                        |
|                          | Francesco Tarcisio Carboni † | 1976-1995 |                                                                                   |
|                          | Ersilio Tonini †             | 1969-1975 | nomeado arcebispo de Ravena-Cervia                                                |
|                          | Silvio Cassullo †            | 1948-1968 |                                                                                   |
|                          | Domenico Argnani †           | 1935-1947 |                                                                                   |
|                          | Luig Ferretti †              | 1924-1934 |                                                                                   |
|                          | Domenico Pasi †              | 1919-1923 |                                                                                   |
|                          | Romulo Molaroni †            | 1916-1919 |                                                                                   |
|                          | Raniero Sarnari †            | 1902-1916 |                                                                                   |
|                          | Giovanni Battista Ricci †    | 1895-1902 | nomeado bispo de Jesi                                                             |
| Bispos Auxiliares        |                              |           |                                                                                   |
|                          | Vittorio Cecchi              | 1973-1991 |                                                                                   |
| Administrador apostólico |                              |           |                                                                                   |
|                          | Augusto Curi                 | 1919      | Bispo de Cagli e Pergola                                                          |